# Sobralia dichotoma
Sobralia dichotoma Ruiz & Pav., 1798 è una pianta della famiglia delle Orchidacee (sottofamiglia Epidendroideae, tribù Sobralieae), diffusa in Bolivia, Colombia, Ecuador e Perù.